# Jenkinsia parvula
Jenkinsia parvula är en fiskart som beskrevs av Fernando Cervigón och Velazquez, 1978. Jenkinsia parvula ingår i släktet Jenkinsia och familjen sillfiskar. IUCN kategoriserar arten globalt som sårbar. Inga underarter finns listade i Catalogue of Life.